# Ljubljanica (Martinska Ves)
Ljubljanica es una localidad de Croacia situada en el municipio de Martinska Ves, en el condado de Sisak-Moslavina. Según el censo de 2021, tiene una población de 18 habitantes.